# Percy Addinall
Percy Addinall (1888 – 1932) là một cầu thủ bóng đá thi đấu ở Football League ở vị trí tiền vệ trái cho Lincoln City.